# Цивилизација: лични поглед Кенета Кларка
„Цивилизација: лични поглед Кенета Кларка” (енгл. Civilisation: A Personal View by Kenneth Clark) британска је телевизијска документарна серија у продукицији Би-Би-Сија из 1969. Њен сценариста и водитељ био је угледни историчар уметности Кенет Кларк. Серија се састоји из 13 епизода у којима је приказан развој западноевропске културе од средњег до раног двадесетог века. Иако се Кларк пре свега фокусирао на сликарство, вајарство и архитектуру, поједини сегменти су посвећени и књижевности, музици, филозофији и друштвено-политичким покретима у западној цивилизацији. Уз серију је издата и Кларкова истоимена књига.
Серија је достигла неочекивано високу гледаност за једну емисију о високој култури. Уједно је једна од првих Би-Би-Сијевих серија снимљених и приказаних у боји. Често се наводи као телевизијски програм који је успоставио нове стандарде квалитета документарних емисија о култури и историји.
„Цивилизација” је 1970-их емитована и на програму тадашње Југословенске радио-телевизије, а тада је објављен и превод Кларкове књиге.

## Настанак и снимање
Идеја за „Цивилизацију” настала је 1966, када је Дејвид Атенборо, тадашњи уредник новонасталог канала Би-Би-Си 2, требало да осмисли нове емисије поводом увођења програма у боји у Уједињеном Краљевству. Његова идеја је била да прикаже Британцима велика сликарска платна кроз историју, те је посао понудио историчару уметности Кенету Кларку. Кларк је био један од пионира телевизијских, документарних емисија о уметности и већ је имао искуства са програмима такве врсте; своју телевизијску каријеру је започео са експерименталном серијом „Да ли је уметност неопходна?” (Is Art Necessary?) за британски канал АТВ 1958, да би наредних осам година написао и водио неколико телевизијских документарних емисија о сликарству, обухвативши распон уметника од Каравађа, преко Бројгела старијег, Рембранта, Гоје, Ван Гога до Пикаса. Такође, био је један од продуцената документарне серије „Краљевске палате” (Royal Palaces).
Кларк је са продукцијским тимом провео три године, од 1966. до 1969, снимајући серију на 117 локација у 13 држава. Документарац је сниман по највишим техничким стандардима тога доба, те је врло брзо пробијен предвиђени буџет. Процењује се да је снимање коштало пола милиона тадашњих фунти.

### Прва епизода - „Кожа око зуба наших”
У првој епизоди, путујући од византијске Базилике Светог Виталија до келтских Хебрида, од викиншког севера до Катедрале у Ахену Карла Великог, Кларк Кент приповеда историју средњег века и на који је начин европска мисао и уметност спашена „кожом око зуба наших”.
Поглавља:
- Изражавања идеала
- Пад Западног римског царства
- Мајклова стена
- Јона
- Нордијци
- Крстионица Светог Јована у Поајеу
- Карло Велики
- Лотарски крст

### Друга епизода - „Велико отварање”
Кларк у другој епизоди објашњава разлоге изненадног препорода европске цивилизације у 12. веку. На свом путовању он води гледаоце од Опатије Клини, преко Базилике Сен Дени, па све до врхунца тог периода оличеног у Катедрали у Шартру из раног 13. века.
- Победа цркве
- Опатија Клини и Муасак
- Бернард од Клервоа
- Опатија Свете Вере
- Опатија Везле
- Жизлебертус
- Базилика Сен Дени
- Шартр

### Трећа епизода - „Романтика и стварност”
Започевши епизоду дворцем на Лоари, а онда спустивши се на брдовите пределе Тоскане и Умбрије до Крстионице у Пизи, Кларк истражује тежње и достигнућа касног Средњег века у Француској и Италији 14. века.
- Дух готике
- Дворска љубав
- Шкриња са мотивима опсаде Дворца љубави
- Жан, војвода од Берија
- Свети Фрањо Асишки
- Градски живот
- Ђото
- Данте и Пизано

### Четврта епизода - „Човек је мера свих ствари”
Боравећи у Фиренци, Кларк указује на то да је полет европске мисли био условљен откривањем античке прошлости у 15. веку. Он даље води гледаоце у Урбино, Мантову и на друга жаришта ране ренесансе.
- Рана ренесанса
- Леонардо Бруни
- Перспектива
- Јан ван Ајк
- Ботичели
- Војводска палата у Урбину
- Дворац у Мантови
- Култивисање села

### Пета епизода - „Уметник као херој”
У овој епизоди Кларк води гледаоца натраг у папски Рим 16. века, указујући на приближавање хришћанства и античког наслеђа. У епизоди се између осталих указује на значај Микеланђела, Рафаела и Леонарда да Винчија, али и на раскош ватиканских палата. 
- Дивови и јунаци
- Папска декаденција
- Микеланђело
- Робови
- Сикстинска капела
- Рафаело
- Леонардо да Винчи
- Човек као машина

### Шеста епизода - „Протест и комуникација”
У средишту шесте епизоде је реформација, то јест, Немачка Албрехта Дирера и Мартина Лутера и хуманизам Еразма, Монтења и Шекспира 
- Еразмо Ротердамски
- Ханс Холбајн Млађи
- Албрехт Дирер
- Меланхолија
- Мартин Лутер
- Деструкција слике
- Мишел де Монтењ
- Вилијам Шекспир

### Седма епизода - „Раскош и покоравање”
Након протестанске реформације уследила је римокатоличка контрареформација и почетак барока, који је црквеној архитектури донео нови сјај, оличен у грандиозности Базилике Светог Петра у Ватикану.
- Римска црква
- Папски Рим
- Базилика Светог Петра
- Уметност барока
- Бернини
- Балдахин Светог Петра
- Екстаза Свете Терезе

### Осма епизода - „У светлу искуства”
У осмој епизоди Кларк указује како је откриће телескопа и микроскопа заувек променило перцепцију света, као и на нови реализам у сликарству оличен на платнима Рембранта, који је пажљиву опсервацију људске личности подигао на виши ступањ.
- Светлост Холандије
- Франс Халс
- Рембрант
- Рене Декарт
- Јоханес Вермер
- Краљевско друштво
- Сер Кристофер Врен
- Катедрала Светог Павла

### Девета епизода - „Потрага за срећом”
У деветој епизоди Кларк указује на хармонију и симетрију у музици Баха, Хендла, Хајдна и Моцарта, као и на одјек њихове музике на архитектуру рококо цркви и палата Баварске. 
- Француски класицизам
- Јохан Себастијан Бах
- Балтазар Нојман
- Хендел
- Вато
- Хајдн
- Рококо у архитектури
- Волфганг Амадеус Моцарт

### Десета епизода - „Осмех разума”
У средишту десете епизоде је доба просветитељства, чији корени леже у галатним разговорима из париских салона 18. века, а врхунац у револуционарној политици и великим европским палатама попут Версаја.
- Француски Просветитељство
- Енглеска
- Париски салони
- Шарден
- Шкотска
- Волтер
- Томас Џеферсон
- Џорџ Вашингтон

### Једанаеста епизода - „Обожавање природе”
У једанаестој епизоди Кларк истиче да је веровање у божанственост природе уздрмало положај хришћанства као главне покретачке силе у западноевропској цивилизацији, што је довело до утемељивање романтизма. Кларк посећује Тинтерску опатију и Алпе објашњавајући пејзаже Тарнера и Констабла
- Остаци религије
- Русо
- Култ осећајности
- Вордсворт
- Констабл
- Тарнер
- Небо
- Импресионизам

### Дванаеста епизода - „Заблуде наде”
У дванаестој епизоди Кларк истиче да је Француска револуција директно довела до уздизања Наполеона, а потом и до уздазања суморног бирократског друштва, што се одразило на романтичарски бег од стварности - од Бетовенове музике, преко Бајронове поезије и Делакроаових слика све до Роденове скулпуре. 
- Бег од стварности
- Француска револуција
- Наполеон Бонапарта
- Бетовен
- Бајрон
- Тарнер и Жерико
- Делакроа
- Роден

### Тринаеста епизода - „Херојски материјализам”
У последњој епизоди Кларк закључује серију расправом о материјализму и хуманитаризму 19. и 20. века. Посетивши индустријска насеља 19. и облакодере 20. века, Кларк истиче да су постигнућа инжењера и научника попут Брунела и Радерфорда једанко важна као и постигнућа друштвених реформатора попут Вилберфорса и Шафтесбирија.
- Укидање ропства
- Индустријска револуција
- Хуманитарност
- Изамбард Кингдом Брунел
- Курбе и Мије
- Толстој
- Наша жеља за уништењем
- Богом дати геније

## Пријем
„Цивилизација” је привукла неочекивано велики број гледалаца за једну серију о високој уметности. Приликом првог приказивања серију је пратило 2,5 милиона Британаца и 5 милиона гледалаца у САД. Музеји у Британији и Америци имали су знатни пораст посетилаца након сваке епизоде. Кларкова пропратна књига до данашњег дана није повучена из штампе. Би-Би-Си је серију касније издао и на Ди-Ви-Дију, који се сваке године прода у више хиљада примерака.
Серија је, приликом првог емитовања и касније током репризирања, наишла на хвалоспеве телевизијских критичара и гледалаца. Хју Бенет је сматрао „Цивилизацију”: истински великом серијом, великим делом... први покушајем и првим оствареним магнум опусом на телевизији. Чак и они који су били несклони Кларку нису порицали да је серија уздигла овакав вид телевизијског програма на виши ниво. Британски филмски институт истиче да је Цивилизација променила форму телевизијске културе, поставивши стандард за све будуће документарне серије.
Ипак серија је последњих година била на мети и лоших критика, пре свега због тога што се у серији готово и не помињу жене ствараоци, као и да је серија занемарила стваралачки утицај економије и практичне политике на развој западноевропске цивилизације.

## Наставак „Цивилизације” (2017)
Године 2017. на Би-Би-Сију је почело приказивање документарне серије „Цивилизације”, као својеврсног наставка Кларкове „Цивилизације”. За разлику од Кларковог приступа, нова серија се не фокусира само на западноевропску културу, већ укључује и грчко-римску цивилизацију и неевропске цивилизације.